# Підкамінь (гміна)
Ґміна Підкамінь (пол. Gmina Podkamień) — колишня (1934—1939 рр.) сільська ґміна Бродівського повіту Тарнопольського воєводства Польської республіки (1918—1939) рр. Центром ґміни було село Підкамінь.

1 серпня 1934 р. було створено ґміну Підкамінь у Бродівському повіті. До неї увійшли сільські громади: Вєжбовчик, Дудин, Кутище, Малєніска, Нємяч, Ожеховчик, Палікрови, Паньковце, Подкамєнь, Поповце, Стиберувка, Тетильковце.